# ريتشارد باريس
ريتشارد باريس (بالإنجليزية: Richard Paris) هو دراج أسترالي، ولد في 8 أبريل 1942، وتوفي في 4 أكتوبر 2017.

## وصلات خارجية
- ريتشارد باريس على موقع أرشيف الدراجات (الإنجليزية)
- ريتشارد باريس على موقع أوليمبيديا (الإنجليزية)